# Basílica de São Petrônio

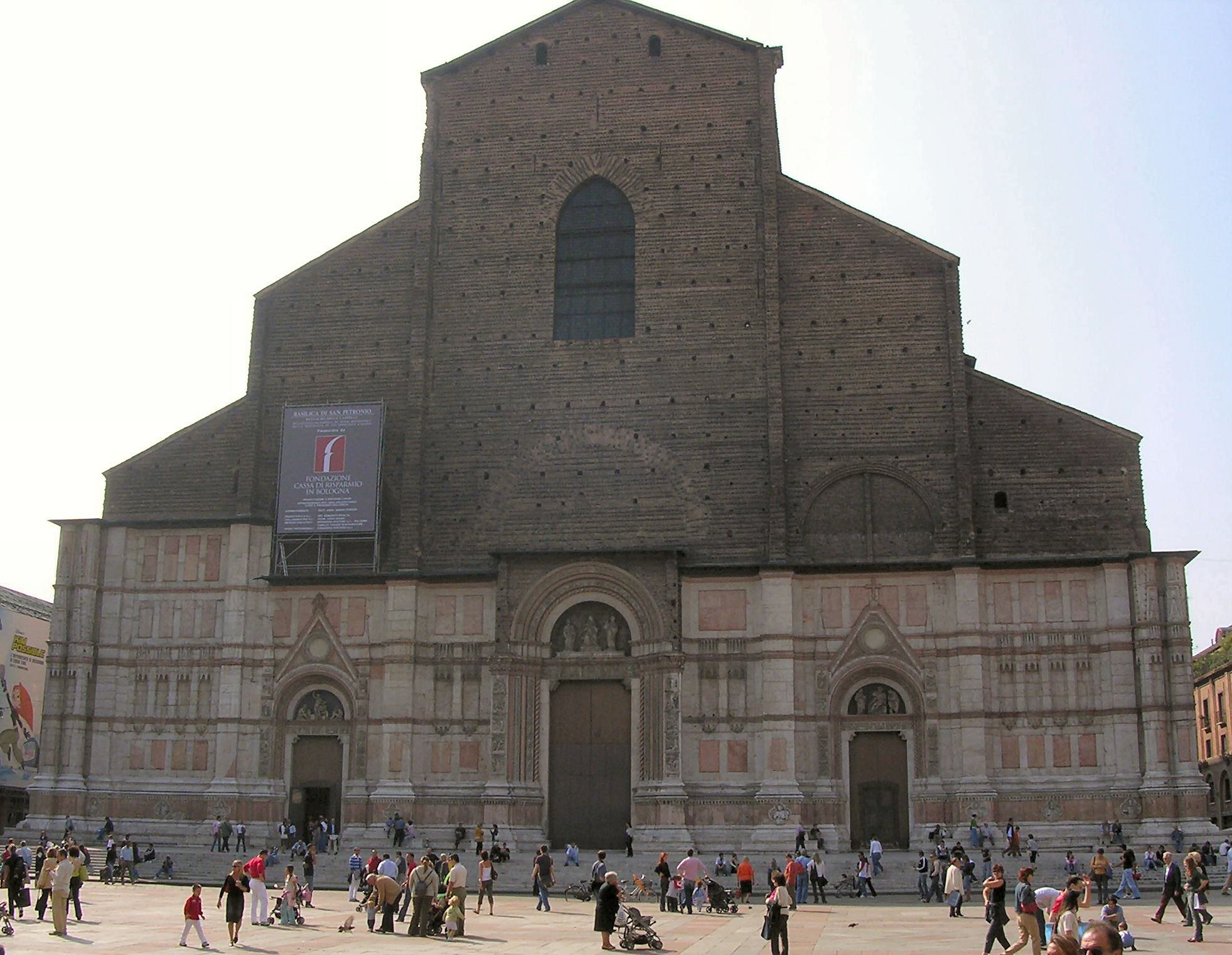
Fachada

A Basílica de São Petrônio é um edifício religioso de Bolonha, na Itália, sendo a 15ª maior igreja católica do mundo, com 132 m de comprimento e 60m de largura, com uma altura de 51 m na fachada. Pode abrigar 28 mil pessoas.
A pedra fundamental foi lançada em 7 de junho de 1390, e foi erguida em estilo gótico. As obras se prolongaram por séculos, e a fachada jamais foi concluída. Durante o barroco foi um importante centro musical. Possui em seu interior várias obras de arte, de autores como Jacopo della Quercia, Lorenzo Costa, Agostino de' Marchi, Giovanni da Modena e Vignola. Também possui um relógio de sol desenhado por Giovanni Domenico Cassini. Em anos recentes por duas vezes foi alvo de ações terroristas, mas que foram frustradas pela polícia antes de se concretizarem.

## Ataques terroristas
Em 2002, cinco homens que possivelmente estavam ligados a Al Qaeda e planejavam explodir o edifício, foram presos. Mais uma vez, em 2006, os planos de terroristas muçulmanos para destruir a Basílica foram frustrados pela polícia italiana. Os terroristas afirmaram que um dos afrescos do século XV dentro da Basílica era um insulto para o Islão. O afresco foi pintado por Giovanni da Modena, retrata Maomé no inferno.